# Abstrakte Oper Nr. 1
Die Abstrakte Oper Nr. 1, Op. 43 ist eine experimentelle Oper des Komponisten Boris Blacher. Das Libretto und die Idee zur Oper stammen von Werner Egk. Die Oper gilt als Ausgangspunkt für das experimentelle Musiktheater der 1960er Jahre.

## Szenen
Die Oper besteht aus einem Akt mit sieben Szenen, in denen emotionale Grundsituationen musikalisch-gestisch dargestellt werden. Sie hat keine geschlossene Handlung und keinen verständlichen Text. Das Libretto ist in einer lautmalerischen Kunstsprache geschrieben, die den emotionalen Gehalt der Szenen vermitteln soll. Die Besetzung besteht aus drei Solisten, einem kleinen gemischten Chor, Klavier, Kontrabass, Bläser und Schlagzeug. Die einzelnen Szenen sind:
- Angst – Sopran, Tenor, Bariton
- Liebe I – Sopran, Tenor
- Schmerz – Sopran
- Verhandlung – Tenor, Bass
- Panik – Sopran, Tenor, Bariton
- Liebe II – Tenor

In der Eröffnungsszene Angst führen die drei Solisten einen Dialog, der aus dem Schreien der Laute A und O besteht. Die Szene Liebe I endet mit der Erschießung einer Schneiderpuppe durch den Sopran. In der Szene Verhandlung führen ein russischer (Bariton) und ein amerikanischer (Tenor) Diplomat eine kindisch wirkende Diskussion, die jedoch an mangelnder Kommunikation scheitert. Am Ende der Oper herrscht das Gefühl der Sinnlosigkeit des modernen Lebens vor.

## Aufführung
Vor der szenischen Uraufführung am 17. Oktober 1953 im Nationaltheater Mannheim wurde die Oper am 28. Juni 1953 als Radioübertragung im Hessischen Rundfunk ausgestrahlt. Die Aufführung in Mannheim war ein Theaterskandal und erfolglos. 1957 erschien eine Neufassung der Oper.